# ناحیه چالاکو
ناحیه چالاکو یکی از ده ناحیه استان ماروپون در کشور پرو است.